# Eduardo Sturla
Eduardo Martín Sturla (* 20. November 1974) ist ein ehemaliger Triathlet aus Argentinien und vierfacher Ironman-Sieger (2001, 2008, 2009 und 2011).

## Werdegang
Schon im Alter von 15 Jahren begann Eduardo Sturla mit Triathlon-Training.
Er erreichte 2001 als erster Argentinier in Florianópolis einen Ironman-Sieg. 
Bei diesem Triathlon über die Langdistanz sind eine Schwimmdistanz von 3,86 km, eine Radfahretappe von 180 km und ein Marathonlauf über 42,195 km zu absolvieren.
Im Mai 2011 erreichte er seinen vierten Ironman-Sieg in Brasilien.
2013 startete er bei der 13. Austragung zum zwölften Mal in Florianópolis und belegte den 14. Rang. 
Seit 2014 startet er auch im Cross-Triathlon bei Xterra-Rennen. Er erklärte 2014 seine Zeit als Profi-Athlet für beendet.
Sturla ist heute als Coach tätig und lebt mit seiner Frau  in Melbourne (Australien).

## Sportliche Erfolge
| Datum/Jahr    | Rang | Wettbewerb           | Austragungsort | Zeit     | Bemerkung |
| ------------- | ---- | -------------------- | -------------- | -------- | --------- |
| 19. Juli 2009 | 10   | Vineman Ironman 70.3 | Sonoma County  | 04:07:07 |           |
| 18. Jan. 2009 | 5    | Ironman 70.3 Pucón   | Pucón          | 04:04:57 |           |
| 20. Jan. 2008 | 4    | Ironman 70.3 Pucón   | Pucón          | 04:10:09 |           |

| Datum/Jahr    | Rang | Wettbewerb           | Austragungsort | Zeit     | Bemerkung                              |
| ------------- | ---- | -------------------- | -------------- | -------- | -------------------------------------- |
| 26. Mai 2013  | 14   | Ironman Brasil       | Florianópolis  |          |                                        |
| 25. Nov. 2012 | 13   | Ironman Mexico       | Cozumel        |          |                                        |
| 27. Mai 2012  | 7    | Ironman Brasil       | Florianópolis  |          |                                        |
| 9. Sep. 2012  | 2    | Ironman Wisconsin    | Madison        | 08:46:29 |                                        |
| 5. Nov. 2011  | 6    | Ironman Florida      | Panama City    |          |                                        |
| 24. Juli 2011 | 4    | Ironman USA          | Lake Placid    | 09:04:16 |                                        |
| 29. Mai 2011  | 1    | Ironman Brasil       | Florianópolis  | 08:15:03 |                                        |
| 10. Apr. 2011 | 6    | Ironman South Africa | Port Elizabeth |          |                                        |
| 28. Nov. 2010 | 3    | Ironman Mexico       | Cozumel        | 08:24:48 |                                        |
| 2010          | 19   | Ironman Hawaii       | Hawaii         |          |                                        |
| 30. Mai 2010  | 4    | Ironman Brasil       | Florianópolis  | 08:20:25 | hinter dem Sieger Luke McKenzie        |
| 31. Mai 2009  | 1    | Ironman Brasil       | Florianópolis  | 08:13:39 |                                        |
| 25. Mai 2008  | 1    | Ironman Brasil       | Florianópolis  | 08:28:21 | [ 1 ]                                  |
| 2008          | 10   | Ironman Hawaii       | Hawaii         | 08:36:53 |                                        |
| 2007          | 3    | Ironman Brasil       | Florianópolis  | 08:29:26 |                                        |
| 2007          | 13   | Ironman Hawaii       | Hawaii         |          |                                        |
| 2006          | 2    | Ironman Florida      | Panama City    |          |                                        |
| 2005          | 4    | Ironman Switzerland  | Zürich         |          |                                        |
| 2004          | 6    | Ironman Brasil       | Florianópolis  |          |                                        |
| 2004          | 7    | Ironman Brasil       | Florianópolis  |          |                                        |
| 2003          | 3    | Ironman Brasil       | Florianópolis  | 08:23:00 |                                        |
| 19. Okt. 2002 | 36   | Ironman Hawaii       | Hawaii         |          |                                        |
| 2002          | 3    | Ironman Brasil       | Florianópolis  |          |                                        |
| 2002          | 4    | Ironman USA          | Lake Placid    | 09:11:30 |                                        |
| 6. Okt. 2001  | 13   | Ironman Hawaii       | Hawaii         | 09:00:41 |                                        |
| 2001          | 1    | Ironman Brasil       | Florianópolis  | 08:11:10 | Sieg mit neuem Streckenrekord          |
| 2001          | 8    | Ironman New Zealand  | Taupō          |          |                                        |
| 14. Okt. 2000 | 36   | Ironman Hawaii       | Big Island     |          | erster Start bei der Weltmeisterschaft |
| 9. Apr. 2000  | 7    | Ironman Australia    | Port Macquarie |          |                                        |

(DNF – Did Not Finish)